# Stadio Yves Allainmat
Lo Stadio Yves Allainmat (in francese Stade Yves Allainmat), meglio conosciuto come Stadio del Moustoir (in francese: Stade du Moustoir), è uno stadio calcistico di Lorient, città francese della Bretagna, situato vicino al centro cittadino.
Ospita le partite casalinghe del Lorient e ha una capienza di 18 110 posti a sedere.

## Storia

### Park Sport (1924-1959)
Il parco dello sport e l'anello di cemento sono stati inaugurati nel maggio del 1924.
Durante la seconda guerra mondiale lo stadio è utilizzato per lo stoccaggio di attrezzature e munizioni per l'esercito tedesco. Riabilitato dopo la guerra, fu gremito da 9 000 spettatori per l'arrivo della sesta tappa del Tour de France del 1956 per Saint Malo. Divenuto obsoleto, il parco è stato sostituito dagli impianti attuali.

### Stadio Yves Allainmat o du Moustoir
È stato inaugurato nel luglio del 1959 con il nome di Yves Allainmat, ex sindaco socialista di Lorient, morto nel 1993. È diffusamente noto come Stade du Moustoir, dal nome dal quartiere in cui sorge. 
Nel 1998 lo stadio subì un ammodernamento, stanti i risultati conseguiti dalla locale squadra di calcio.
La costruzione della nuova tribuna sud, dalla capienza di 4 500 posti a sedere, è iniziata nel gennaio 2009 ed è stata completata nel gennaio 2010. La nuova tribuna è stata aperta al pubblico il 20 gennaio 2010 durante la partita tra Lorient e Olympique Lione, match valido per la 21ª giornata della Ligue 1 2009-2010.